# Kondagaon
Kondagaon è una suddivisione dell'India, classificata come municipality, di 26.772 abitanti, situata nel distretto di Bastar, nello stato federato del Chhattisgarh. In base al numero di abitanti la città rientra nella classe III (da 20.000 a 49.999 persone).

## Geografia fisica
La città è situata a 19° 36' 0 N e 81° 40' 0 E e ha un'altitudine di 592 m s.l.m..

## Società

### Evoluzione demografica
Al censimento del 2001 la popolazione di Kondagaon assommava a 26.772 persone, delle quali 13.354 maschi e 13.418 femmine. I bambini di età inferiore o uguale ai sei anni assommavano a 3.704, dei quali 1.881 maschi e 1.823 femmine. Infine, coloro che erano in grado di saper almeno leggere e scrivere erano 17.037, dei quali 9.700 maschi e 7.337 femmine.